# Campeonato de la SAFF 2023
El Campeonato de la SAFF 2023 fue la decimocuarta edición del Campeonato de la SAFF, torneo de fútbol a nivel de selecciones nacionales organizado por la Federación de fútbol del Sur de Asia (SAFF).
Se llevó a cabo en la ciudad de Bangalore, India, y contó con la participación de 8 seleccionados nacionales masculinos. Se disputó del 21 de junio al 4 de julio.

## Elección del país anfitrión
La Federación de Fútbol de Sri Lanka inicialmente expresó su interés en postularse para albergar el torneo, en la reunión del Comité Ejecutivo de SAFF el 17 de octubre de 2021 en las Maldivas. Pero la FIFA suspendió a Sri Lanka el 21 de enero de 2023. Por lo tanto, no pueden albergar ni participar.
Más tarde, Anwarul Haq Helal, secretario general de SAFF, dijo extraoficialmente a los medios que solo Nepal había solicitado los derechos de hospedaje hasta la fecha límite (es decir, el 29 de enero de 2023). Sin embargo, se suponía que el anfitrión se anunciaría solo después de la reunión de miembros de SAFF durante el 33.er Congreso de la AFC de 2023 en Manama, Baréin, el 1 de febrero de 2023.
El 14 de febrero de 2023, India fue declarada anfitriona de la 14.ª edición del campeonato. Sin embargo, la sede centralizada sería declarada el 10 de marzo de 2023 por la AIFF.
El 19 de marzo de 2023, AIFF anunció a Bangalore como ciudad anfitriona del Campeonato SAFF 2023.

## Sede
El Estadio Sree Kanteerava en Bangalore, albergará todos los partidos.
| Bangalore                                            | Bangalore |
| ---------------------------------------------------- | --------- |
| Sree Kanteerava Stadium                              | Bangalore |
| 12°58′10.92″N 77°35′36.24″E / 12.9697000, 77.5934000 | Bangalore |
| Capacidad: 25,810                                    | Bangalore |
| Aerial view Sree Kanteerava Stadium                  | Bangalore |

## Participantes
En cursiva los equipos debutantes.
| Equipos participantes | Equipos participantes | Equipos participantes | Equipos participantes |
| --------------------- | --------------------- | --------------------- | --------------------- |
| India                 | Kuwait                | Nepal                 | Pakistán              |
| Líbano                | Maldivas              | Bangladés             | Bután                 |

- Sri Lanka fue sancionado por la FIFA el 21 de enero de 2023, lo que los hizo inelegibles para participar en la competencia. Kuwait y Líbano han sido invitados, para aumentar el número de equipos participantes y hacer que el evento sea más competitivo.[7][8]

## Fase de grupos

### Grupo A
| Pos. | Equipo   | Pts. | PJ | G | E | P | GF | GC | Dif. | Clasificación 2023             |
| ---- | -------- | ---- | -- | - | - | - | -- | -- | ---- | ------------------------------ |
| 1    | Kuwait   | 7    | 3  | 2 | 1 | 0 | 8  | 2  | +6   | Clasificado a las semifinales. |
| 2    | India    | 7    | 3  | 2 | 1 | 0 | 7  | 1  | +6   | Clasificado a las semifinales. |
| 3    | Nepal    | 3    | 3  | 1 | 0 | 2 | 2  | 5  | −3   |                                |
| 4    | Pakistán | 0    | 3  | 0 | 0 | 3 | 0  | 9  | −9   |                                |

Actualizado a los partidos jugados el 27 de junio de 2023.
 Fuente: Soccerway
| 21 de junio de 2023 | Kuwait                                              | 3–1     | Nepal     | Sree Kanteerava Stadium, Bangalore                           |                                                              |
| 15:30               | - El Ebrahim 23' - Al-Khaldi 42' - Daham 65' (pen.) | Reporte | Bista 69' | Asistencia: 1,200 espectadores Árbitro(s): Md Alamgir Sarker | Asistencia: 1,200 espectadores Árbitro(s): Md Alamgir Sarker |

| 21 de junio de 2023 | India                                             | 4–0     | Pakistán | Sree Kanteerava Stadium, Bangalore                          |                                                             |
| 19:30               | - Chhetri 10', 16' (pen.), 75' (pen.) - Kumam 81' | Reporte |          | Asistencia: 22,860 espectadores Árbitro(s): Prajwol Chhetri | Asistencia: 22,860 espectadores Árbitro(s): Prajwol Chhetri |

| 24 de junio de 2023 | Pakistán | 0–4     | Kuwait                                                   | Sree Kanteerava Stadium, Bangalore                     |                                                        |
| 15:30               |          | Reporte | - Al-Enezi 10' - Al-Faneeni 17', 45+1' - Al-Rasheedi 69' | Asistencia: 309 espectadores Árbitro(s): Pema Tshewang | Asistencia: 309 espectadores Árbitro(s): Pema Tshewang |

| 24 de junio de 2023 | Nepal | 0–2     | India                           | Sree Kanteerava Stadium, Bangalore                        |                                                           |
| 19:30               |       | Reporte | - Chhetri 62' - N. M. Singh 70' | Asistencia: 12,642 espectadores Árbitro(s): Sinan Hussain | Asistencia: 12,642 espectadores Árbitro(s): Sinan Hussain |

| 27 de junio de 2023 | Nepal         | 1–0     | Pakistán | Sree Kanteerava Stadium, Bangalore                     |                                                        |
| 15:30               | Chaudhary 80' | Reporte |          | Asistencia: 250 espectadores Árbitro(s): Sinan Hussain | Asistencia: 250 espectadores Árbitro(s): Sinan Hussain |

| 27 de junio de 2023 | India         | 1–1     | Kuwait              | Sree Kanteerava Stadium, Bangalore                           |                                                              |
| 19:30               | Chhetri 45+2' | Reporte | A. Ali 90+2' (a.g.) | Asistencia: 9,562 espectadores Árbitro(s): Md Alamgir Sarker | Asistencia: 9,562 espectadores Árbitro(s): Md Alamgir Sarker |

### Grupo B
| Pos. | Equipo    | Pts. | PJ | G | E | P | GF | GC | Dif. | Clasificación 2023             |
| ---- | --------- | ---- | -- | - | - | - | -- | -- | ---- | ------------------------------ |
| 1    | Líbano    | 9    | 3  | 3 | 0 | 0 | 7  | 1  | +6   | Clasificado a las semifinales. |
| 2    | Bangladés | 6    | 3  | 2 | 0 | 1 | 6  | 4  | +2   | Clasificado a las semifinales. |
| 3    | Maldivas  | 3    | 3  | 1 | 0 | 2 | 3  | 4  | −1   |                                |
| 4    | Bután     | 0    | 3  | 0 | 0 | 3 | 2  | 9  | −7   |                                |

Actualizado a los partidos jugados el 28 de junio de 2023.
 Fuente: Soccerway
| 22 de junio de 2023 | Líbano                      | 2–0     | Bangladés | Sree Kanteerava Stadium, Bangalore                   |                                                      |
| 15:30               | - Maatouk 80' - Bader 90+6' | Reporte |           | Asistencia: 50 espectadores Árbitro(s): Crystal John | Asistencia: 50 espectadores Árbitro(s): Crystal John |

| 22 de junio de 2023 | Maldivas                            | 2–0     | Bután | Sree Kanteerava Stadium, Bangalore                     |                                                        |
| 19:30               | - Mohamed 6' (pen.) - N. Hassan 90' | Reporte |       | Asistencia: 200 espectadores Árbitro(s): Irshad Ul Haq | Asistencia: 200 espectadores Árbitro(s): Irshad Ul Haq |

| 25 de junio de 2023 | Bangladés                             | 3–1     | Maldivas  | Sree Kanteerava Stadium, Bangalore                       |                                                          |
| 15:30               | - Rakib 42' - Kazi 67' - Morsalin 90' | Reporte | Hamza 18' | Asistencia: 100 espectadores Árbitro(s): Prajwol Chhetri | Asistencia: 100 espectadores Árbitro(s): Prajwol Chhetri |

| 25 de junio de 2023 | Bután         | 1–4     | Líbano                                             | Sree Kanteerava Stadium, Bangalore                     |                                                        |
| 19:30               | Gyeltshen 79' | Reporte | - Sadek 11' - Al Haj 23' - Bader 35' - M. Zein 42' | Asistencia: 250 espectadores Árbitro(s): Irshad Ul Haq | Asistencia: 250 espectadores Árbitro(s): Irshad Ul Haq |

| 28 de junio de 2023 | Líbano      | 1–0     | Maldivas | Sree Kanteerava Stadium, Bangalore                    |                                                       |
| 15:30               | Maatouk 24' | Reporte |          | Asistencia: 50 espectadores Árbitro(s): Pema Tshewang | Asistencia: 50 espectadores Árbitro(s): Pema Tshewang |

| 28 de junio de 2023 | Bután     | 1–3     | Bangladés                                     | Sree Kanteerava Stadium, Bangalore |                          |
| 19:30               | Dorji 12' | Reporte | - Morsalin 21' - Jigme 31' (a.g.) - Rakib 36' | Árbitro(s): Crystal John           | Árbitro(s): Crystal John |

## Fase final
|  | Semifinales                   | Semifinales |         |  | Final                         | Final |  |
|  |                               |             |         |  |                               |       |  |
|  | 1 de julio de 2023, Bangalore |             |         |  |                               |       |  |
|  | Kuwait                        | 1           |         |  |                               |       |  |
|  | Bangladés                     | 0           |         |  |                               |       |  |
|  |                               |             |         |  |                               |       |  |
|  |                               |             |         |  | 4 de julio de 2023, Bangalore |       |  |
|  |                               |             |         |  | Kuwait                        | 1 (4) |  |
|  |                               | India       | 1 (5 p) |  |                               |       |  |
|  |                               |             |         |  |                               |       |  |
|  |                               |             |         |  |                               |       |  |
|  |                               |             |         |  |                               |       |  |
|  | 1 de julio de 2023, Bangalore |             |         |  |                               |       |  |
|  | Líbano                        | 0 (2)       |         |  |                               |       |  |
|  | India                         | 0 (4 p)     |         |  |                               |       |  |

### Semifinales
| 1 de julio de 2023 | Kuwait             | 1–0 (t. s.) | Bangladés | Sree Kanteerava Stadium, Bangalore                    |                                                       |
| 15:00              | Al-Buloushi 105+2' | Reporte     |           | Asistencia: 500 espectadores Árbitro(s): Crystal John | Asistencia: 500 espectadores Árbitro(s): Crystal John |

| 1 de julio de 2023 | Líbano                            | 0–0 (t. s.)(2–4 p.)        | India                                | Sree Kanteerava Stadium, Bangalore                        |                                                           |
| 19:30              |                                   | Reporte                    |                                      | Asistencia: 19,640 espectadores Árbitro(s): Sinan Hussain | Asistencia: 19,640 espectadores Árbitro(s): Sinan Hussain |
|                    |                                   | Tiros desde el punto penal |                                      |                                                           |                                                           |
|                    | - Maatouk - Shour - Sadek - Bader |                            | - Chhetri - A. Ali - Mahesh - Udanta |                                                           |                                                           |

### Final
| 4 de julio de 2023 | Kuwait                                               | 1–1 (t. s.)(4–5 p.)        | India                                                      | Sree Kantiramva Stadium, Bengaluru                          |                                                             |
| 19:30              | Khaldi 14'                                           | Reporte                    | Chhangte 36'                                               | Asistencia: 24,563 espectadores Árbitro(s): Prajwol Chhetri | Asistencia: 24,563 espectadores Árbitro(s): Prajwol Chhetri |
|                    |                                                      | Tiros desde el punto penal |                                                            |                                                             |                                                             |
|                    | - Daham - Otaibi - Dhaferi - Naji - Khaldi - Hajeyah |                            | - Chhetri - Jhingan - Chhangte - Udanta - S. Bose - Mahesh |                                                             |                                                             |

## Campeón
|                                  |
| Bandera de la India              |
| Campeón invicto India 9.º título |

## Estadísticas

### Goleadores
5 goles
- Sunil Chhetri

2 goles
- Rakib Hossain
- Shekh Morsalin
- Mobarak Al-Faneeni
- Shabaib Al-Khaldi
- Khalil Bader
- Hassan Maatouk
- Hamza Mohamed

1 gol
- Tariq Kazi
- Tsenda Dorji
- Chencho Gyeltshen
- Udanta Singh Kumam
- Naorem Mahesh Singh
- Lallianzuala Chhangte
- Abdullah Al-Buloushi
- Mohammad Daham
- Khalid El Ebrahim
- Hasan Al-Enezi
- Eid Naser Al-Rasheedi
- Ali Al Haj
- Mohamad Omar Sadek
- Mahdi Zein
- Naiz Hassan
- Anjan Bista
- Aashish Chaudhary

1 autogol
- Phuntsho Jigme (contra Bangladés)
- Anwar Ali (contra Kuwait)

### Clasificación general
| Pos. | Equipo    | Pts | PJ | PG | PE | PP | GF | GC | Dif. | Rend.  |
| ---- | --------- | --- | -- | -- | -- | -- | -- | -- | ---- | ------ |
| 1    | India     | 9   | 5  | 2  | 3  | 0  | 8  | 2  | +6   | 60%    |
| 2    | Kuwait    | 11  | 5  | 3  | 2  | 0  | 10 | 3  | +7   | 73.33% |
| 3    | Líbano    | 10  | 4  | 3  | 1  | 0  | 7  | 1  | +6   | 83.33% |
| 4    | Bangladés | 6   | 4  | 2  | 0  | 2  | 6  | 5  | +1   | 50%    |
| 5    | Maldivas  | 3   | 3  | 1  | 0  | 2  | 3  | 4  | -1   | 33,33% |
| 6    | Nepal     | 3   | 3  | 1  | 0  | 2  | 2  | 5  | -3   | 33,33% |
| 7    | Bután     | 0   | 3  | 0  | 0  | 3  | 2  | 9  | -7   | 0%     |
| 8    | Pakistán  | 0   | 3  | 0  | 0  | 3  | 0  | 9  | -9   | 0%     |